# Ipomoea corrugata
Ipomoea corrugata är en vindeväxtart som beskrevs av Mats Thulin. Ipomoea corrugata ingår i släktet praktvindor, och familjen vindeväxter. Inga underarter finns listade i Catalogue of Life.